# Greenidea magna
Greenidea magna är en insektsart. Greenidea magna ingår i släktet Greenidea och familjen långrörsbladlöss. Inga underarter finns listade i Catalogue of Life.